# French Creek (Allegheny River)
Der French Creek (auch als Venango River bekannt) ist ein Nebenfluss des Allegheny River, der durch den Nordwesten des Bundesstaates Pennsylvania und New York fließt.